# Kadri Veseli
Kadri Veseli (Broboniq, Mitrovica, 31 de maig de 1967) és un polític kosovar, president de l'Assemblea de Kosovo des de 2014. Veseli va ser un dels líders del moviment estudiantil kosovar entre 1988 i 1990 que es va implicar en la lluita pels drets humans i polítics dels albanesos kosovars, incloent-hi el dret a la independència. Veseli va començar els seus estudis d'educació superior el 1990 a la Facultat d'Agricultura de la Universitat de Pristina i al Departament de Llengua i Literatura Albaneses de l'Escola de Pedagogia Superior. A causa de circumstàncies polítiques, es va veure obligat a completar els seus estudis a Albània. Es va graduar per la Universitat d'Agricultura de Tirana i té un MBA en direcció general del CITY College (Tessalònica).
Durant la guerra de Kosovo va ser nomenat comandant dels Serveis de Contraintel·ligència (G-2) de l'Exèrcit d'Alliberament de Kosovo, càrrec que va ocupar fins al final de la guerra, quan es va transformar en els anomenats Serveis d'Intel·ligència de Kosovo, una organització subterrània d'intel·ligència propera al Partit Democràtic de Kosovo (PDK) i operativa fins a l'any 2008. A finals del 2012, Kadri Veseli es va unir formalment al PDK i el 27 de gener de 2013 es va convertir en el número dos del partit. Veseli va ser elegit president de l'Assemblea de Kosovo el 8 de desembre de 2014. El maig de 2016 Veseli va ser nomenat president del PDK per unanimitat, després de la dimissió de Hashim Thaçi, que va haver d'abandonar el càrrec per presentar-se a president de Kosovo.
Veseli parla anglès, alemany i serbi. Amb la seva dona, Violeta, són pares de quatre fills.